# Saimiri ustus
El mono ardilla de Geoffroy (Saimiri ustus) es un primate de la familia Cebidae.
Vive en la cuenca sur del río Amazonas, en el área al oriente de los ríos Purus, Madeira y Guaporé y hasta los ríos Juruena y Tapajós, en Brasil, en los estados de Amazonas, Mato Grosso, Pará y Rondônia. Cursos fluviales la separan del territorio boliviano, donde no habita.

## Características
Presenta corona de color gris azulado; orejas desnudas; nuca y espalda de color castaño moteado de negro; brazos grises; manos y patas anaranjadas rojizas.

## Taxonomía
Una vez se consideró subespecie de Saimiri sciureus llamándola Saimiri sciureus ustus, ya que es muy similar en el color, los hábitos y la distribución. El análisis del ADN mitocondrial y nuclear permitió desde 1999 establecer como especie diferenciada a S. ustus, a la vez que descartar la presencia en Bolivia de S. sciurus. Estudios genéticos posteriores han confirmado la separación de las dos especies, pero además han propuesto separar la hasta ahora considerada subespecie suroriental S. s. collinsi, como más relacionada con S. ustus y separada de S. sciureus, o como especie diferente Saimiri collinsi.
Según un estudio biogeográfico y filogenético terminado en 2014, Samiri ustus es polifilético, de manera que han sido identificados con esta especie tres clados diferentes: el primero, oriental, es hermano de S. vanzolinii; el segundo, norte, es hermano de S. collinsi, y el tercero, sur, es hermano del conjunto de S. s. sciureus y S. oerstendii.